# Furia indiana
Furia indiana (Chief Crazy Horse) è un film del 1955 diretto da George Sherman.
È un western statunitense con Victor Mature che interpreta il capo indiano Cavallo Pazzo.

## Trama
La storia si svolge nel Dakota. È la storia di un americano, il capo della tribù dei sioux: Cavallo Pazzo.

## Produzione
Il film, diretto da George Sherman su una sceneggiatura di Gerald Drayson Adams e Franklin Coen e un soggetto dello stesso Adams, fu prodotto da William Alland per la Universal Pictures e girato nel 777 Ranch a Hermosa e nel Badlands National Park a Interior, Dakota del Sud.

## Distribuzione
Il film fu distribuito con il titolo Chief Crazy Horse negli Stati Uniti nell'aprile 1955 al cinema dalla Universal Pictures.
Altre distribuzioni:
- in Danimarca il 18 aprile 1955 (De evige jagtmarker)
- in Germania Ovest il 5 agosto 1955 (Der Speer der Rache)
- in Finlandia il 7 ottobre 1955 (Kohtalon ratsastaja)
- in Svezia il 12 dicembre 1955 (Den store hövdingen)
- in Francia il 23 dicembre 1955 (Le grand chef)
- in Belgio il 6 gennaio 1956 (De ruiter van de Openbaring) (Le cavalier de l'Apocalypse)
- in Portogallo il 2 marzo 1956 (A Última Batalha)
- in Austria (Der Speer der Rache)
- in Brasile (O Grande Guerreiro)
- in Cile (El caudillo rebelde)
- in Spagna (El gran jefe)
- nel Regno Unito (Valley of Fury)
- in Grecia (O arhon ton gennaion)
- in Italia (Furia indiana)
- in Messico (El caudillo rebelde)
- in Jugoslavia (Poglavica ludi konj)

## Promozione
Le tagline sono:
- GREAT SAGA OF THE FIGHTING SIOUX...
- He Hurled The Lance That Smashed Custer That Historic Day At Little Big Horn!